# Josefa Naval Girbés
Maria Josefa Naval Girbés est née à Algemesí (Espagne) le 11 décembre 1820. Elle mène dans sa paroisse une intense activité apostolique et charitable, créant un atelier de broderie pour les jeunes filles qui, à cette occasion, trouvent près d'elle une formation humaine et spirituelle. Durant une épidémie de choléra, elle s'est dévouée aux malades et meurt de cette maladie le 24 février 1893. Elle est béatifiée le 25 septembre 1988 par Jean-Paul II. Elle est commémorée le 24 février selon le Martyrologe romain.

## Biographie

### Enfance
Maria Josefa Naval Girbés est née à Algemesí (Province de Valence) en Espagne, le 11 décembre 1820 de Vicente Naval et de Josefa Girbés, paysans. Elle est l'aînée de 6 enfants : 
- Maria Joaquina (décédée très jeune),
- un autre sœur nommée Joaquina Maria,
- Vicente,
- Peregrina, qui est morte quand elle avait quatorze ans,
- Josefa, qui est décédée juste après sa naissance.

Maria Josefa a été baptisée le jour même de sa naissance. Très vite, seul son prénom Josefa est utilisé. Plus tard, des amis et connaissances l'appelleront « señora Pepa ». Les parents de Josefa lui ont transmis une grande piété, l'amour du travail bien fait, et le désir ardent de vivre toujours conformément à sa foi. Elle fait sa confirmation à l'âge de 8 ans, et sa première communion l'année suivante (ce qui est en avance sur l'usage de l'époque qui était à l'âge de 11 ans).
Enfant, elle apprend à lire et à écrire, ainsi que la broderie qu'elle enseignera plus tard dans son atelier domestique. Très jeune, elle a une forte dévotion et un grand amour pour la Vierge Marie vénérée dans le monastère dominicain de son village.
Elle a été décrite par ses contemporains comme étant de taille moyenne, avec un visage ovale et une voix douce. Ses cheveux brun foncé sont devenus gris avec l'âge. Elle souriait souvent, mais personne ne l'a vue rire. Elle s'habillait de couleurs sombres, portait des chaussures basses et un long voile.

### Environnement rural
À sa naissance, Algemesí était un village particulièrement agricole, qui comptait 8 000 habitants environ. Il n'y avait qu'une seule paroisse, mais aussi le monastère dominicain. Existait également un hôpital, quelques écoles et plusieurs ateliers d'artisans.

### Évènements familiaux
Quand Josefa a 13 ans, sa mère décède (âgée de 35 ans). Son père et toute la famille déménagent pour aller vivre chez sa grand-mère maternelle. Josefa quitte alors l'école pour prendre en charge le rôle de maîtresse de maison. Elle prend grand soin de sa grand-mère qui est morte 14 ans plus tard. Josefa va continuer à vivre dans cette maison avec son père, son oncle Joaquín, sa sœur María Joaquina, ainsi que son frère Vicente.
Son père est mort en 1962, à l'âge de 62 ans. Sa sœur Maria Joaquina se marie, elle décède à 43 ans. Son frère Vicente se marie également et il aura trois enfants qui vont mourir très jeunes, ainsi que son épouse. Vicente, devenu veuf, revient vivre avec sa sœur Josefa. Son oncle Joaquín, très pieux, meurt en 1870 à l'âge de 77 ans. Cette même année, Josefa invitera sa disciple et confidente Josefa Esteve Trull à vivre sous son toit et à qui elle laissera tous ses biens pour continuer sa mission.

### Consécration à Dieu
Josefa participe à la vie de sa paroisse qui est dirigée par le père Gaspar Sylvestre. Celui-ci devient son directeur spirituel (et le restera pendant 28 ans). Le 4 décembre 1838, à l'âge de 18 ans, elle fait vœu de chasteté, consacrant sa virginité à Jésus pour toujours, et en le choisissant pour époux. Bien que vivant dans le monde (en dehors d'un monastère), elle consacre sa vie à Dieu, comme l'aurait fait une religieuse dans un cloître. Elle s'inspirera pour cela d'un passage de la Bible dans la Première épître aux Corinthiens (1 Co 7,32-34) « celle qui n’est pas mariée s’inquiète des choses du Seigneur, afin d’être sainte de corps et d’esprit ».

### Les colloques du jardin
En 1850, le curé de sa paroisse demande à Josefa de prendre en charge la formation des jeunes filles de la paroisse. Josefa va alors mettre en place des séances de formation à la broderie (au fil argenté et doré) dans sa propre maison. En plus de la broderie, elle apprend aux jeunes filles différentes compétences manuelles qu'elle connait bien.
Ces temps de formations deviennent l'occasion de leçons d'humanité et spiritualité. Petit à petit, en plus des jeunes filles, Josefa rassemble également des femmes plus âgées, célibataires ou même mariées issues de toutes les couches sociales. Ses ateliers sont suivis avec assiduité et enthousiasme par les participantes (qu'elle appellera affectueusement "ses filles"). Elle y fait du catéchisme, et développe une formation spirituelle plus profonde qu'on appellera "les colloques du jardin". Parmi les personnes suivant ses ateliers, plusieurs choisiront d'entrer dans les ordres.
La maison de Josefa devient alors un centre de vie communautaire, de prière, où l'on lit la bible et où cette parole est expliquée. C'est une sorte de laboratoire d'évangélisation, en avance d'un siècle sur les textes de Vatican II. Ses ateliers commencent à 9 h et se déroulent jusqu'à midi. Puis ils reprennent l'après midi de 14h à 18h. Des ateliers complémentaires ont lieu le dimanche soir après la messe. Prières et chants sacrés accompagnent leur travail. Entre les lectures de l'Évangile et des passages de la doctrine chrétienne, Josefa explique les points les plus remarquables des lectures, avec une voix douce et énergique en même temps. Ceci s'accompagne de prières vocales, et de longs silences qui permettent la prière silencieuse et l'oraison. Dans cet environnement paisible, les jeunes femmes brodent leur trousseau de mariage ou de leur dot lorsqu'elles souhaitaient entrer au couvent.
Josefa organise également chez elle un cercle de mères de famille. Elle profite de ces réunions pour guider ces femmes dans leur formation chrétienne.

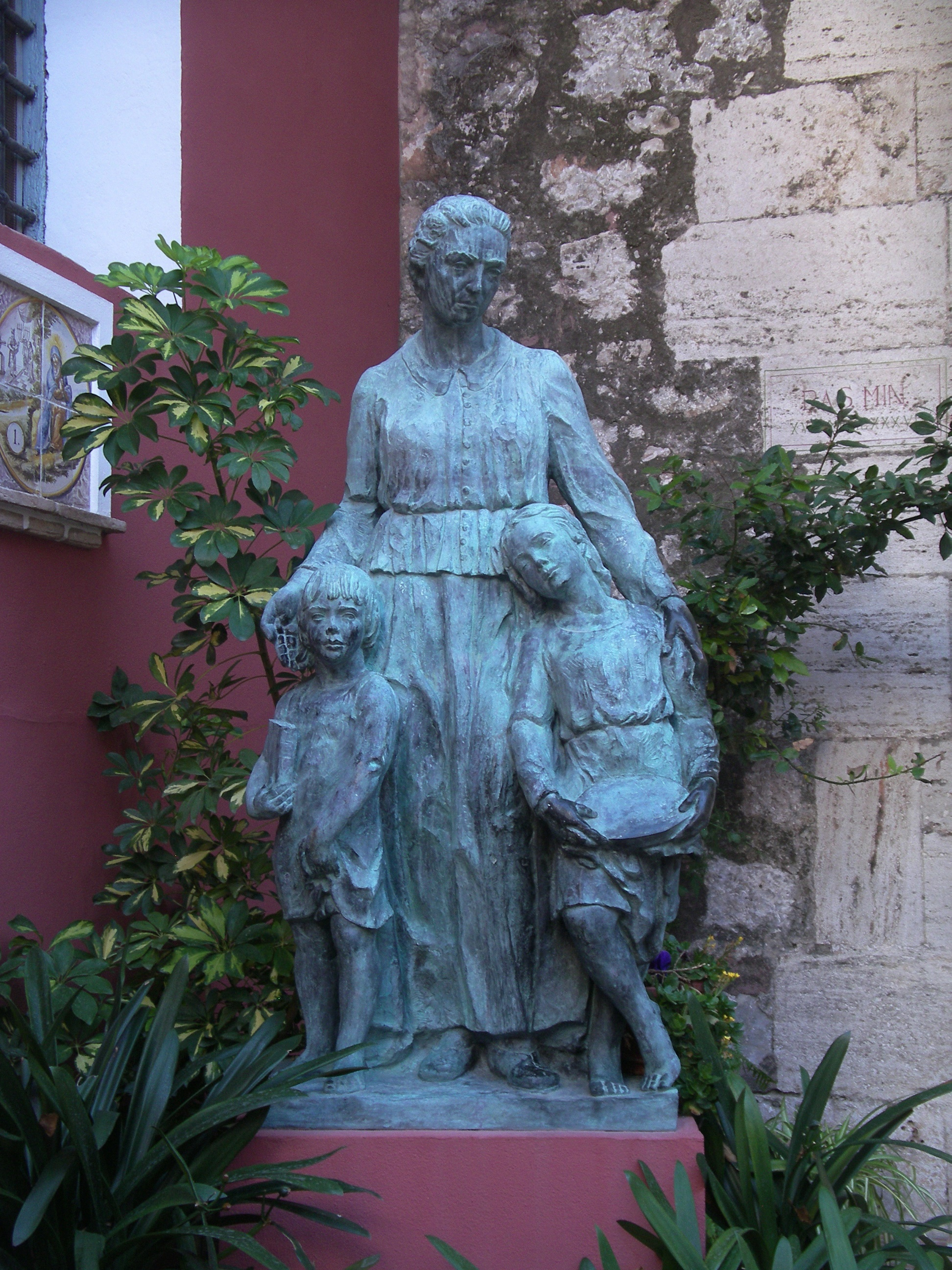
Statue de Josefa Naval Girbés, patio de la basilique Saint-Jacques d'Algemesi.

Par ses ateliers, elle contribue à la formation chrétienne dans sa paroisse, à la formation des mères et épouses, et la promotion de la vocation religieuse. C'est pourquoi elle a acquis une grande renommée, et estime, tant parmi le clergé que chez les laïcs. Même après sa mort en 1893, sa réputation de sainteté n'a pas cessé d'augmenter.

### Activité caritative
En plus des colloques, Josefa mène une activité charitable, visitant des personnes, et en fournissant des conseils à ceux qui le lui demandent.
Ainsi, elle a joué le rôle de médiatrice familiale pour réunir des familles déchirées.
Elle s'occupe également des pauvres, leur fournissant des vêtements propres en échange des leurs sales ou endommagés. Plus d'une fois sa maison s'est transformée en orphelinat. Durant deux longues périodes, elle a recueilli chez elle des enfants qui avaient perdu leurs mères. Elle prend alors soin d'eux en leur témoignant un grand amour maternel.
Ses actions de charité se sont spécialement manifestées au cours de l'épidémie de choléra de 1885 : avec certains de ses disciples, Josefa se consacre à soigner les personnes malades, surtout les plus pauvres.

### Tiers-Ordre carmélitain
Les documents officiels de l'entrée de Josefa Naval Girbés dans le Tiers-Ordre du Carmel ont été perdus à la suite des incendies et destructions lors de la guerre civile espagnole (1936-1939). Les registres paroissiaux ont également disparu, ainsi que les registres du monastère dominicain.
Cependant, en nous basant sur les déclarations faites au cours du procès diocésain pour la béatification de Josefa, mais également par les informations recueillies dans sa biographie, nous savons que : « la bienheureuse Josefa a été enregistrée dans le Tiers-Ordre du Carmel, et qu'elle a demandé qu'après sa mort, elle soit revêtue de "l'habit de l'ordre du Carmel", ... car elle avait une dévotion particulière pour le scapulaire de la Vierge,... et que lorsqu'elle est décédée, ses disciples l'ont ensevelie avec l'habit du Carmel ».

### La fin de sa vie
Lors de la grande épidémie de choléra qui frappe l'Espagne en 1885, bien que déjà âgée (elle a 65 ans), elle s'investit pour assister et soigner les malades et les mourants. À 71 ans, elle devient grabataire. Elle reste pendant deux ans chez elle, entourée des membres de sa petite communauté et décède le 24 février 1893 à l'âge de 73 ans. Avant même elle était déjà considérée comme "une sainte".
Son corps est déposé dans un cercueil simple, vêtue de l'habit du Tiers-Ordre carmélitain. La messe de funérailles est célébrée au lendemain, et elle est enterrée dans l'après-midi. Son cercueil, drapé avec des rubans blancs, est porté par quatre de ses disciples. Sa disciple, Josefa Esteve Trull, le fait placer dans une niche temporaire. Puis il est passé dans une tombe définitive en 1902.
Son corps, resté intact, fut enfin transféré à l'actuelle basilique Saint-Jacques (Sant Jaume), d'Algemesí, le 20 octobre 1946, dans une châsse d'acier et de verre pour ainsi pouvoir être vénéré par les fidèles.

## Béatification

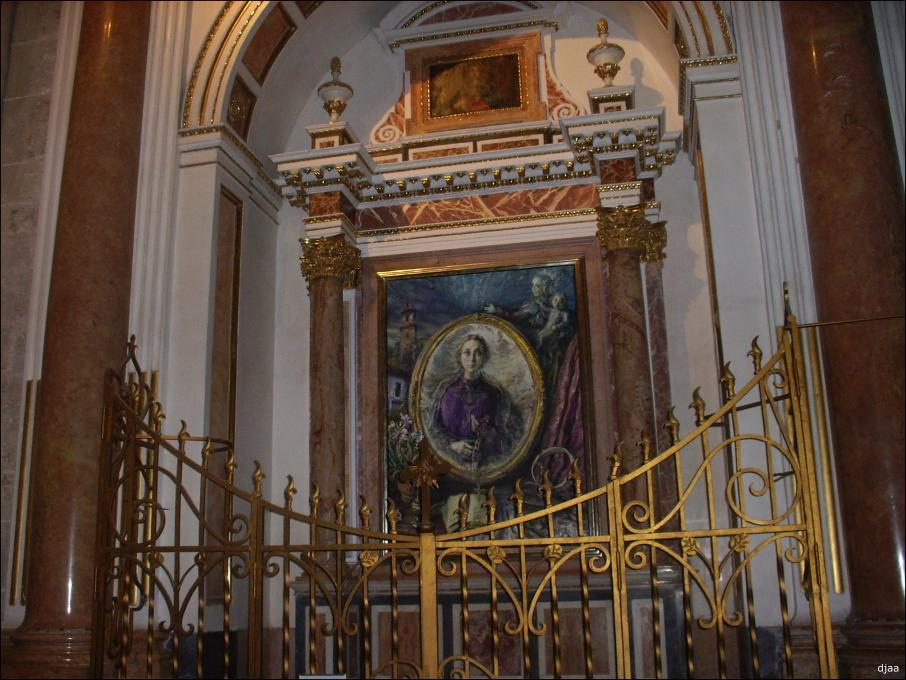
Chapelle de la Bse Josefa Naval à la cathédrale de Valence, avec son portrait peint.

De 1950 à 1952, l'archevêque de Valence ouvre le procès diocésain de sa cause en béatification qui retient 15 dépositions sous serment. Celui-ci est suivi par un processus supplémentaire en 1956. Le 3 janvier 1987, le pape Jean-Paul II approuve le décret sur les vertus héroïques de Girbes navales Josefa qui est alors déclarée vénérable. Le 1er septembre 1988, un miracle attribué à Josefa est reconnu par Rome.
Elle est béatifiée le 25 septembre 1988 par le pape Jean-Paul II à Rome.
Sa fête liturgique est célébrée le 24 février (anniversaire de sa mort), également le 6 novembre (dans le diocèse de Valence). Dans l'ordre du Carmel, sa fête est célébrée avec rang de mémoire facultative.

## Spiritualité

### Vie spirituelle
Très tôt le matin elle se rend à l'église pour assister à la messe et prier. Après la communion, elle passait un temps en prière silencieuse et en oraison.
À la fin de sa journée, avant de se coucher, elle prend un temps de prière silencieuse. Des témoins ont rapporté que dans cette communication personnelle avec Dieu, Josefa a connu des moments d'extase dont elle a humblement gardé le silence.
Au cours de son travail, elle disait parfois de courtes prières, vivant pleinement la présence de Dieu. Avec ferveur il lui arrive de dire à ses élèves : « accueillons la présence de Dieu » et « ayons beaucoup de dévotion pour la Sainte Trinité qui vit par la grâce dans notre âme ». Elle a une grande dévotion à l'Esprit Saint : à l'occasion de la fête de la Pentecôte elle organise des groupes de prière et de pénitence au cours de trois journées pour « célébrer le grand Amour de Dieu pour les hommes ».
Elle est très respectueuse de la réputation des gens et ne permet pas la critique aux prochains. Elle prie pour les âmes du purgatoire, et apprend à ses disciples à faire du même.
À l'occasion de sa béatification, les autorités religieuses ont déclaré qu' « unie à son divin Époux, on a accompli en elle ce qu'Il a déclaré : " Qui demeure en moi et moi en lui, porte beaucoup de fruit " (Jn 15,5).
Elle a fait des progrès continuels dans son union avec le Christ et s'y consacre de toutes ses forces, pour répondre à l'appel à la sainteté et au service de l'Église et du prochain. Elle a démontré que la virginité est un vrai signe de l'amour et une source très particulière de fécondité spirituelle dans le monde ».

### Un apostolat en avance sur Vatican II
Par sa vie laïque tournée vers l'évangélisation et la formation spirituelle, elle s'est montrée en avance sur son temps, anticipant les déclarations du concile Vatican II sur l'importance des laïcs dans l'Église. Le concile a déclaré : « De par sa nature, la vocation chrétienne est aussi une vocation à l'apostolat ». Mais aussi : « L'apostolat des laïcs est la participation à la mission de l'Église ; à cet apostolat tous sont appelés par le Seigneur, par le baptême et la confirmation ».
Jean-Paul II souligne ce chemin spirituel vers la sainteté : « Elle, dont les disciples rempliront les couvents, demeurera célibataire dans le monde, en vivant les conseils évangéliques et en étant un exemple de vertu chrétienne pour tous ».
Dans son homélie de béatification, le pape a déclaré « Consciente du fait que, " la vocation est, par sa nature, une vocation à l'apostolat ", Josefa a tout fait, comme l'apôtre saint Paul, pour sauver tous les hommes.
D'où l'empreinte indélébile laissée dans l'exercice de sa charité. Assistant les malades, et les aidant à mourir dans la grâce de Dieu. Son attention héroïque vis-à-vis de ceux qui ont été touchés par l'épidémie de choléra en 1885, est l'un des exemples les plus expressifs de l'amour de cette âme bien-aimée ».

## Citations
- « Prier, prier, prier pendant un certain temps chaque jour, et la vie sera plus facile et plus supportable. Apprendre à parler avec Dieu sans paroles et, de cette manière, pratiquer la prière de méditation. Soyez fidèles et respectueux devant le Seigneur dans la Sainte Eucharistie »[9].

- « Se sanctifier et sanctifier les autres. En tout et toujours suivre la volonté de Dieu dans les circonstances ordinaires de la vie et les devoirs du séculier »[9].

- « Nous sommes ce que nous sommes devant Dieu, nous devons tout faire, avec une grande pureté d'intention. Si par la suite nous sommes méprisés, nous devons garder le silence, sans discuter, même si nous considérons avoir raison »[5].

- « Mes filles, nous n'avons pas à craindre les difficultés de la route que nous avons prise, s'il est vrai que le pavé est rugueux, plein d'ennuis et de sacrifice, il est également vrai que notre Divin capitaine l'a parcouru durant sa vie, sa Passion et sa mort ».